# Bom Bom弹珠人太空战士
《Bom Bom彈珠人太空戰士》（日語：ボンバーマンジェッターズ，BOMBERMAN JETTERS），2002年10月2日至2003年9月24日於東京電視台播映。台灣曾於2003年1月於中視逢週六傍晚8:00~8:30以「轟炸超人」為節目名稱播出。無綫電視把其翻譯為彈珠可能是取其主角外表相似。以下內容會以香港翻譯作出介紹。

## 概要
改編自Hudson Soft的電子遊戲《炸彈超人系列》『炸彈人文藝復興』的日本電視節目。以動畫為中心製作各式商品和電子遊戲的長遠企劃。負責電子遊戲角色原案和創意指導的《炸彈超人系列》美術監督水野祥司，和負責本節目劇本統籌和腳本的前川淳，「是為許多人孩提時代的電子遊戲《炸彈超人》復興而製作的電視動畫節目企劃」。
作為與炸彈人相關的動畫，是繼《炸彈人 彈珠人爆外傳系列》（朝日電視台/名古屋電視台製作）後時隔兩年的第一部作品，但作為純粹以『炸彈與爆炸』為主題的電視動畫是第一部。基本上是一部充斥著喜劇的動畫節目，但以主角：白寶（シロボン）的成長和他的哥哥：穆迪（マイティ）的故事為中心展開。即使故事以喜劇輕鬆歡快地進行，當中也預示著伏筆散佈在故事之中。前川淳在談論腳本時說：「因為這是一部針對兒童的電視節目，所以如果描繪生死那麼會變成不適合給孩子收看。從這個意義上說，節目中的炸彈超人：捷達斯（ジェッターズ）在故事扮演著關鍵的計劃角色。」。
藍光光碟聯盟贊助的「帰ってきたBD化プロジェクト」獲得總成績第3名。2016年2月2日，Happinet發行Blu-ray BOX《ボンバーマンジェッターズ 宇宙にひとつしかないBlu-ray BOX》特別劇CD「第53話 帰ってきたジェッターズ」ジェッターズ被作為贈品。
主人公為白色的彈珠人（炸彈人），以彈珠（炸彈）作為武器貫通的故事。動畫合共52話。是由「兒童向的作品」變成「兒童可能看不明的作品」。作品之中有不少可愛的畫面，同時亦把重要的伏筆散佈在故事之中，所有角色都各具特色。故事以公式化的劇情開場，因此知名度並不高。後期一改公式化內容，轉向黑暗、有深度的成長故事，因而在日本方面獲得很高的評價。
在香港無線電視放映時，本節目本來於無綫兒童台翻譯為《Bom Bom彈珠人太空保衛篇》，其後於2006年改名《Bom Bom彈珠人太空戰士》，星期一至五於翡翠台《放學ICU》時段內放映。於翡翠台首播第1-33、36集時，OP、ED用了美化字幕，把原本的日文字幕蓋住，讀標題亦改成了白寶發射彈珠那一幕，首播時對白亦帶有中文字幕。其後因為放學ICU播放《KERORO軍曹》，本節目被調至星期六早上十一時零五分，放映第34、35、37-52集。當時無線用了DVD版的特典OP及ED加上美化字幕，以致OP2、ED2沒有如常分別於第42集及第37集放出，對白帶有字幕，標題則用回原版。於2007年9月，翡翠台重播，第1-36集OP、ED及對白已經沒有了美化字幕，標題則改回原版方式；而第37集之後則用星期六首播時的方式，但沒有加上字幕。

## 角色

### 捷達斯（ジェッターズ）
保護「宇宙獨一無二的寶物」的團體，成立時期不詳，需要收費。
- 白寶（シロボン）（配音：日：金田朋子、台：汪世瑋、港：黃鳳英）
彈珠星人。10歲的見習彈珠人。憧憬身為傳說中彈珠人的哥哥，因為哥哥失蹤而加入捷達斯。雖然有時會壞事，但他總愛幫助別人、理解別人的內心，是一名溫柔的孩子。平日於夏海館幫忙以換取在捷達星的食宿。開始時是一名完全孩氣的角色，後期因為經歷了現實的殘酷而顯得有少許成熟。攻擊用彈珠為烈火彈珠、燃燒烈火彈珠、晨曦雷電彈珠、閃耀烈火彈珠。同時亦有其他類型的彈珠，以氣球彈珠最令觀眾深刻。
- 沙度（シャウト）（配音：日：水野理紗、港：林元春）
14歲的天娜星人。穆迪失蹤後成為捷達斯的領隊。母親已過身，與父親一同經營拉麵店（夏海館）。一直以來她都以照顧弟弟的方式看待白寶，常常打白寶的頭或拉他的臉皮，作品後期以第三者角度看白寶的成長。武器為回力鏢。
- 霸迪（バーディ）（配音：日：岩崎征實、港：潘文柏）
鳥星人。23歲。穆迪生前的最佳搭擋及好友，是宇宙捷達的駕駛員。平日總露出成熟的臉，但其實很容易暴走。非常在意穆迪的事，同時亦總是在保護白寶。利用羽毛攻擊，背部的翅膀可自由收起，是捷達斯的實力派成員。然而因受了艾因博士拜託去調查麥克斯及米加頓的事情，而總是在任務中失蹤。在捷達星以駕駛計程車為生。
- 岡古（ガング）（配音：日：柳原哲也、港：馮錦堂）
艾因博士所創造的萬能機械人，常被波哥改造。常常抱怨自己在捷達斯的勞苦，但多數情況是口不對心，說話有關西口音。攻擊時會用凝固炮，很強調團隊精神。
- 波哥（ボンゴ）（配音：日：平井善之、港：黎景全）
德登巴星人，而且是該星球的王子之一，很會做咖哩亦很愛吃咖哩，他的氣力很大，亦常擅自把岡古改造。與岡古是最佳搭擋，與岡古一樣很強調團隊合作。尾語「嗙咕」。
- 艾因博士（Dr.アイン）（配音：日：緒方賢一、港：盧國權）
捷達斯的司令，也就是組成捷達斯的人，4月1日生日。與巴古拉是小學同學與情敵。喜歡開玩笑，感覺處事手法亦非常天真。但他那聰明的頭腦卻不是蓋的，加上人生經驗豐富，先後開解了不少的角色，了解年輕人的感受。對於自己把穆迪推向死亡感到非常內疚。
- 穆迪（マイティ）（配音：日：高橋廣樹、港：陳卓智）
彈珠星人。捷達斯本來的領隊，有著非凡的實力。非常疼愛弟弟，曾經答應只要白寶以後不再哭泣，便會離開捷達斯回到彈珠星。在彈珠星一戰受傷，在接下來的任務與希基軍團戰鬥後失蹤，最後被證實已經被MA-0殺死。戰鬥時儘量少用暴力，為人非常溫柔，有著與弟弟一樣的單純，亦非常喜歡捷達斯，卻害怕寂寞，一直在為自己並未成為「傳說中的彈珠人」而說謊。在故事中作為鑰匙一樣的存在。

### 希基軍團（ヒゲヒゲ団）
以「宇宙獨一無二的寶物」為搶奪目標的團體。
- 史奈．洛自圖．巴古拉（プロフェッサーバグラー）（配音：日：麦人、港：黃子敬、鄺樹培（青年））
本來是研究彈珠元素的科學家，也是希基軍團的總統。與艾因博士在小學時暗戀同一名女子，在互相比賽的情況下，巴古拉成立了希基軍團，以搶奪宇宙獨一無二的寶物為目的與捷達斯對敵，但心地並不壞。
- 米加頓博士（Dr.メカード）（配音：日：龍田直樹、港：林保全）
希基軍團的科學家。很有野心。對於年輕時對彈珠元素的研究被巴古拉奪去深感不憤，因而加入希基軍團，偷偷創造出MA系列，然後成功易主成為希基軍團的總統，並打算利用捷達星撞碎彈珠星以獲取彈珠元素。因為被麥克斯背叛，自己與其他MA系列合體成為「黑暗力量彈珠人」，結局成為了一顆小紅寶石。
- 武殊（ムジョー）（配音：日：石井康嗣、港：梁志達）
希基軍團的戰鬥隊長。是一名很有人情味的中年角色。無情對於手下是採用放任的「男子漢」態度。甚至他還安慰把自己手下打敗的白寶。對於各人的選擇，他不會給任何意見，雖然經常會罵手下；但對於重要事情的選擇，依舊會用旁觀者的態度去看別人。雖然常被巴古拉責備，但其實他與巴古拉是好朋友，雙方有半雙筷子作友誼證明。
- 麥克斯（マックス）（配音：日：高橋廣樹、港：陳卓智）
希基軍團的謎之戰士，被米加頓介紹而來的有名宇宙盜賊，精通各種彈珠技能，雖然用左手，但丟彈珠姿勢與穆迪十分相似。其實是米加頓博士所製造的MA系列中的「最完美」的人工智能機械人。型號為MA-10，有著穆迪的一切實力，但卻非常冷酷。自認為「穆迪黑暗的一面」，最後為了與零號分出高下而背叛了米加頓。自豪的攻擊彈珠為「超勁等離子彈珠」。
- 團員們
是由巴古拉所製造的人造人，最少有3000人。性格溫柔，不擅長戰鬥，基本上都沒什麼膽子，喜歡躲在武殊身後，有時甚至於戰鬥中幫助白寶。說話只是「唏基唏基」的，在作品中是可愛的敵人存在，有一名團員已在捷達星結婚生子。基本上以編號來分辨每一名團員，當中156號、157號與158號與武殊有很強的牽絆，亦為了解救波哥他們，而提起勇氣成為了希基軍團易主後的內應。
- 酒吧媽媽（ママ）
希基軍團的基地修魯巴魯特中的酒吧的酒保，是武殊暗戀的對象，霸迪的常客，平日在捷達星與沙度的父親一起上插花班。

#### 四天王
武殊利用合體彈珠人製造機把野生動物改造成為掌管四個不同屬性的合體彈珠人。
- 烈火彈珠人（フレイムボンバー）（配音：日：渡辺慶、港：翟耀輝）
火屬性四天王，有著像小孩子一樣的性格，是讓白寶第一次嘗試被打敗的對手，最後被白寶的新烈火彈珠打倒。他让一些西方的“炸弹人”粉丝想起了卡通频道《Ben 10》系列中的“火焰人”。
- 洪水彈珠人（マーメイドボンバー）（配音：日：麻生かほ里、港：沈小蘭）
水屬性四天王，非常自我中心，明戀霸迪。最後被白寶新的雷電彈珠打倒。总的来说，她可能很自私，让其他人感到厌烦，比如 沙度、白寶，甚至是 武殊，她视后者为她的人类养父，但实际上，她也有孤独的一面，因为她厌倦了被冷落的感觉，因为她是一个美人鱼主题的炸弹手。她还让一些西方炸弹人粉丝想起了迪士尼《小美人鱼》系列中的爱丽儿。她可能对霸迪有一段单恋，但不幸的是，他不能永远和她一起生活在海里，因为他是外星人。否则，他就会淹死在水下。在《炸弹人喷射手》中，“武殊” 对她来说就像一位严厉的父亲，就像迪士尼《小美人鱼》系列中的特里顿国王对爱丽儿一样。唯一一次我们正式看到她以传统美人鱼的形象出现，带着粉色美人鱼尾巴，是在战斗中跳出海面，变成陆地上的人类时，就像汉斯·克里斯蒂安·安徒生的原著《小美人鱼》童话一样。
- 大地彈珠人（グランボンバー）（配音：日：金子はりい、港：黃榮璋）
地屬性四天王，單純謙厚的性格，非常忠於與武殊的約定，雖然知道自己的彈珠與白寶的火系彈珠相剋，但還是戰鬥至最後。总的来说，他可能是 四天王 团队中身材巨大且看起来很危险的成员，但他仍然是一个令人惊讶的友好但孤独的人，他想要与其他人成为朋友，比如 沙度 和 白寶。
- 雷電彈珠人（サンダーボンバー）（配音：日：竹本英史、港：李致林）
雷屬性四天王，也是眾四天王的大哥，實力強大。一直敵視麥克斯，當武殊放棄攻擊捷達斯時，他迫於無奈親自挑戰白寶，原本佔進上風的他最後反被麥克斯暗殺。

#### MA系列
米加頓參考穆迪的能力所創造出來的機器人，各有各不同的能力。
- MA0 ⇒也就是零式。請參考#其他。
- MA3（配音：内藤玲）
右前臂鋼鑽的強襲型。
- MA5（配音：渡辺慶）
小孩子型的MA系列之一，可以連發小彈珠。
- MA7（配音：金子はりい）
機體強化的MA系列之一，有著很大的力量。
- MA9（配音：前田剛）
會飛，頭上有著回力鏢一樣的東西。
- MA10⇒是指麥克斯。

### 其他
- 彈珠婆婆（ボン婆さん）（配音：日：麻生かほ里、港：蔡惠萍）
彈珠星人。巴古拉與艾因的小學暗戀對象，通稱為桃桃。現在是白寶與穆迪的婆婆，對於兩名孫子的鍛鍊很嚴厲。雖然年紀不小，但功夫了得，而且容易看穿別人內心，但不知道穆迪除了章魚丸之外還喜歡吃什麼。
- 囡囡（ルーイ）（配音：寺田はるひ）
白寶的朋友，袋鼠樣野生動物的一種，比白寶成熟。說話「囡～伊」的，目前只有彈珠星人、沙度、岡古能明白他的語言，霸迪則在學習中。與白寶一同自稱為「藍色閃電」。
- 美絲迪（ミスティ）（配音：日：松本梨香、港：曾佩儀）
自稱是宇宙神偷的狐狸樣女角色，與希基軍團及捷達斯成敵。喜歡穆迪，但不懂表達自己的想法。總愛說別人單純，或是自己問自己到底在做什麼。在垃圾星救了零式，亦似乎知道零式其實是穆迪。在故事中作為穆迪一直想念的人存在。
- 零式（ゼロ）（配音：日：高橋廣樹、港：陳卓智）
米加頓所製造的MA系列中第一台人工智能機械人，MA-0。本來被派去殺掉穆迪，並取走穆迪的彈珠資料；但想不到MA-0當時亦吸收了穆迪的記憶與感情，於是被當成垃圾般丟在宇宙垃圾場，之後被美絲迪所救，因為型號是0而改名零式，當時他失去了一切記憶。在與麥克斯的一戰中，他為救美絲迪與白寶而憶起了所有事。因為覺得自己是一切事件的元兇，想找地方自殺，最後讓白寶看到穆迪「最後的身影」後機能停止。使用紫白色的「烈火彈珠」。
- 阿殊（アジョー）（配音：日：石井康嗣、港：陳永信）
吱基軍團總司令，外表很像武殊，卻比武殊更有能耐。本來被野生動物警察通緝，然而警察卻把武殊認錯作阿殊。
- 賈斯傑博士（Dr.ガスケッツ）（配音：日：木内秀信、港：招世亮）
發明「超小型傳送装置」的天才科學家。以前是艾因博士出色的助手及學生。尾語「賈吱基」。
- 勵多利（ナイトリー）（配音：日：郷田ほづみ、港：盧國權）
情報人員。與霸迪是由小認識的朋友，提供有關穆迪及希基軍團的情報。帽子、太陽眼鏡與皮衣是特徵。
- 切斯度（ツイスト）（配音：日：、港：陳永信）
沙度的父親，夏海館的老闆。在故事中只出現過兩次臉孔，亦只在最後一集出現對白。聽說他做的拉麵是全宇宙最好的拉麵，艾因及霸迪都非常喜歡光顧他。在失去妻子的同時，他支持著一直在裝堅強的沙度。最後一集似乎與謎之人再婚。
- 奈津美（ナツミ）
沙度的母親，在1988A超新星爆炸事件中去世，墓地立在能看到海的小山丘上。
- 大佬寶（オヤボン）（配音：日：稲田徹、港：潘文柏）
前B-1大賽的亞軍，很有大哥的風範，希望與穆迪決一勝負，使用會出現旋風的「大佬彈珠」。
- 小寶（コボン）（配音：日：小林由美子、港：何璐怡）
常常聽大佬寶的說話，與白寶一樣有點自大，因為被白寶所救而與白寶成為好朋友。因為沒有彈珠星（Bomb Star），所以他是彈珠星人卻不能使用彈珠。
- 大寶（ダイボン）（配音：日：松山鷹志、港：黃榮璋）
常把「我是個無用的人」掛在嘴邊，為人膽小。為找尋佩佩（配音：竹內順子）而認識白寶。登場時很有西部警察風格，使用「閃電短打彈珠」。

## 名詞
- 彈珠
事實上是指「炸彈」（Bomber），是彈珠人獨有的攻擊武器。有著不同的屬性，可以相剋；如果彈珠人希望，甚至有攻擊以外的用途。丟出彈珠時彈珠人都會說「彈珠射擊（Bomber Shoot）」。理論上彈珠的力量決定在彈珠星的數目，但亦有「彈珠的力量不在於力量本身，而在於內心」的格言。
- 彈珠人
指能使用彈珠的彈珠星人。
- 彈珠星

1. 星球名。（Bomber Planet）
2. 彈珠人收集的物品，代表自己使用彈珠的實力，一般都放在彈珠人身上腰帶處。傳說有七顆彈珠星就是真正的彈珠人、真正的英雄，但至今仍未有人得到。（Bomb Star）

- 彈珠元素
傳聞彈珠人的力量就是由彈珠元素中傳來，收藏於彈珠星核心的彈珠結晶中。米加頓打算利用捷達星把彈珠星打碎以收集彈珠元素。
- 野生動物
不同的野生動物有不同的能力。可協助彈珠人增加自己的實力。
- B-1大賽
彈珠星四年一次的彈珠技術比賽，吸引很多彈珠人參加。去屆冠軍為穆迪。
- 獨一無二的寶物
希基軍團打算奪取的東西，捷達斯就是從希基軍團手中守護這些東西的組織。除了希基軍團，亦有像美絲迪這樣的大盜會視其為收藏目標。
- 合體彈珠人
利用米加頓發明的合體彈珠人製造機改變物體的DNA，使其成為歸順希基軍團的彈珠人。四天王就是利用四種野生動物來合成的。前期只用一個目標就可以改造，後期則為使用兩個以上的目標。
- 藍色閃電
白寶與囡囡在看到飛車黨後自組的「團體」，他們倆亦擅自把跑步比賽輸了的霸迪當成藍色閃電的僕人。

## 製作
- 原案：ハドソン
- 連載：月刊コロコロコミック -小學館-
- 規劃製片人：原田孝（東京電視台）松下洋子（nas）
- 規劃原案：藤原茂樹
- 創意指導（クリエイティブディレクション）：水野祥司
- 系列構成：前川淳
- 角色設計：香川久
- 機械設計：常木志伸
- 美術監督：坂本信人（ビックスタジオ）
- 色彩設計：もちだたけし
- 攝影監督：近藤慎与
- 編集：松村正宏（JAY FILM）
- 音樂：丸山和範
- 音響監督：郷田ほづみ
- 音響效果：倉橋静男（サウンドボックス）
- 錄音制作：神南スタジオ
- CASTING：ネルケプランニング 等々力佐和子
- 音樂製片人：池田孝浩 松下眞子
- 音樂製作／協力：コナミメディアエンタテインメント 東京電視台Music
- 動畫製片人：松田桂一（スタジオディーン）
- 製片人：山川典夫(TV TOKYO) 杉山敦夫（nas）
- 監督：小寺勝之
- 動畫製作生產：ぎゃろっぷ、スタジオディーン
- 製作：TV TOKYO nas
- 著作(C)HUDSON/TV TOKYO·nas

## 主題曲和片尾曲
OP1
我不是盡頭（僕は崖っぷち）（作詞：すわひでお／作曲：古川竜也／編曲：古川竜也／歌：すわひでお）
OP2
Hop! Skip! Jump!（ホップ! スキップ! ジャンプ!）（作詞：すわひでお／作曲：片岡嗣実／編曲：古川竜也／歌：すわひでお）
ED1
當我小時候的小小記憶（小さな頃の小さな記憶）（作詞：松本あすか／作曲：丸山和範／編曲：井内正博／歌：松本あすか）
ED2
Love letter（作詞：ふじのマナミ／作曲：片岡嗣実／編曲：片岡嗣実／歌：パーキッツ）
ED3 (最終回ED)
Hop! Skip! Jump!（ホップ! スキップ! ジャンプ!）（作詞：すわひでお／作曲：片岡嗣実／編曲：古川竜也／歌：すわひでお）
- 註：翡翠台首播並無播放OP2、ED2

## 日本播映日期、題目
2002/10/02	第１話「受憧憬的彈珠人」

2002/10/09	第２話「五人的捷達斯」

2002/10/16	第３話「強敵！合體彈珠人」

2002/10/23	第４話「白寶的無指示出動！」

2002/10/30	第５話「地底GO！GO！GO！」

2002/11/06	第６話「神秘的男子，MAX（麥克斯）」

2002/11/13	第７話「追蹤希基軍團！」

2002/11/20	第８話「充滿回憶的藍玫瑰」

2002/11/27	第９話「前往寶島！」

2002/12/04	第10話「夕陽下的彈珠星」

2002/12/11	第11話「找尋媽媽三千光年」

2002/12/18	第12話「守護野生動物！」

2002/12/25	第13話「白寶的戰敗」

2002/12/30	第14話「榮譽的希基軍團！」

2003/01/08	第15話「再見捷達斯」

2003/01/15	第16話「白寶的回歸」

2003/01/22	第17話「魅惑的海洋彈珠人！」

2003/01/29	第18話「友情的晨曦雷電彈珠」

2003/02/05	第19話「麥克斯與白寶」

2003/02/12	第20話「與大地彈珠人耕田」

2003/02/19	第21話「古代溫泉鄉的決鬥！」

2003/02/26	第22話「穆迪最長的一天」

2003/03/05	第23話「沙度的涙」

2003/03/12	第24話「電撃的雷電彈珠人！」

2003/03/19	第25話「真相大白」

2003/03/26	第26話「我們是捷達斯！」

2003/04/02	第27話「機能便利岡古！」

2003/04/09	第28話「與囡囡對話」

2003/04/16	第29話「大人國的瑪露迪」

2003/04/23	第30話「咖哩王子」

2003/04/30	第31話「美絲迪大作戰」

2003/05/07	第32話「我的偶像白寶」

2003/05/14	第33話「艾因彈珠人！」

2003/05/21	第34話「激鬥！B-1大賽!!」

2003/05/28	第35話「B-1勝負！燃燒吧白寶！」

2003/06/04	第36話「捷達斯的２４小時」

2003/06/11	第37話「麥克斯回歸」

2003/06/18	第38話「守護偉大的發明！」

2003/06/25	第39話「疑惑的健康診斷」

2003/07/02	第40話「政變爆發」

2003/07/09	第41話「新生！黑闇的希基軍團」

2003/07/16	第42話「武殊，男人的鹽拉麵」

2003/07/23	第43話「突擊！修魯巴魯特」

2003/07/30	第44話「找尋彈珠星！」

2003/08/06	第45話「零式與白寶」

2003/08/13	第46話「彈珠結晶的秘密」

2003/08/20	第47話「可怕的米加頓」

2003/08/27	第48話「突襲?!捷達星!」

2003/09/03	第49話「奪回修魯巴魯特！」

2003/09/10	第50話「合體！黑暗力量彈珠人！」

2003/09/17	第51話「彈珠星最後一日！」

2003/09/24	第52話「前進！捷達斯！」（終）
- 註：以上題目為直接翻譯，並非與無線電視標題相同。

## 跨媒體製作

### 漫畫
- 《ボンバーマンジェッターズ》漫畫版由松原智文創作，由小學館出版，2002年5月在快樂快樂月刊開始連載。
- 《それいけ！！ボンバーマンジェッターズ》由玉井雄創作，由小學館出版，2002年9月開始連載於快樂快樂月刊開始連載，2003年3月結束。

### 電子遊戲
- ボンバーマンジェッターズ

由Hudson Soft開發，並於2002年12月19日在日本為PlayStation 2和任天堂GameCube發布。Majesco Entertainment於2004年3月10日在北美發布任天堂GameCube版本。
- ボンバーマンジェッターズ ハドソン・ザ・ベスト

NGC及PS2遊戲，玩家需輪流控制白寶及麥克斯完成任務及過關，劇情與動畫不同。
- ボンバーマンジェッターズ 伝説のボンバーマン

GBA遊戲，主角為生前的穆迪。玩家需收集不同的野生動物及合成彈珠過關，遊戲平台與GBA炸彈人故事差不多，結局連接動畫。
由Hudson Advance202010發行，於Game2020年10月發行。
- ボンバーマンジェッターズ ゲームコレクション

GBA遊戲，是彈珠台及其他小遊戲的合集，亦有對戰模式，使用的角色為動畫人物，各位角色有各自不同的能力。
由Hudson Soft開發，於2003年10月20日發布。

### 動畫與炸彈人系列遊戲的相異之處

#### 相似
- 捷達斯還是正義的團體，以白炸彈人作為主要角色。
- 沙度的設計從「炸彈人64：第二次襲擊」中某位女角色取材。
- 某些遊戲出現過的炸彈人也出現在動畫中，如B1大賽中某位女炸彈人。
- 艾因是正義一方的司令，希基軍團中武殊、米加頓與及團員們依舊是敵方。

#### 不同
- 使用炸彈時，動畫是以「丟出」的方式攻擊，而且還會加一句「炸彈射擊」；但遊戲則是直接把炸彈放在地面等待引爆。
- 遊戲中的炸彈多為黑炸彈，就算炸彈使用方式不同亦少會有屬性限制；但動畫卻有不同元素的炸彈，反而黑炸彈基本上不會使用。
- 麥克斯在遊戲中是正義的一方。
- 動畫炸彈人的臉基本上是橢圓形的，遊戲前期的炸彈人臉基本上為接近方形。
- 大部份主要角色為動畫原創。
- 囡囡比遊戲中的同類野生動物小。

## 外部連結
- 動畫「ボンバーマンジェッターズ」（日語）
- ボンバーマンジェッターズ（ＧＣ）（日語）
- ボンバーマンジェッターズ ゲームコレクション（ＧＢＡ）（日語）
- ボンバーマンジェッターズ 伝説のボンバーマン（ＧＢＡ）（日語）
- Ani-Kraze英文字幕社

| 日本 東京電視台 星期三18:30節目 | 日本 東京電視台 星期三18:30節目                 | 日本 東京電視台 星期三18:30節目 |
| ------------------------------- | ----------------------------------------------- | ------------------------------- |
|                                 | Bom Bom弹珠人太空战士 （2002年10月－2003年9月） |                                 |
| 通靈王                          | 遊戲王怪獸之決鬥 （移動到星期二19:30時段）      |                                 |

| 香港 無綫電視翡翠台 放學ICU 星期一至五16:30 | 香港 無綫電視翡翠台 放學ICU 星期一至五16:30 | 香港 無綫電視翡翠台 放學ICU 星期一至五16:30 |
| ------------------------------------------- | ------------------------------------------- | ------------------------------------------- |
|                                             | Bom Bom彈珠人太空戰士 （2006年5月－6月）    |                                             |
| 寵物小精靈                                  | Keroro軍曹                                  |                                             |